# Mécoulin
Il mécoulin (pron. francese, meculèn - fr. AFI: [mekulɛ̃]) è un pane dolce tipico della Valle d'Aosta, in particolare del comune di Cogne.

## Descrizione[2]
È un prodotto della tradizione che un tempo veniva preparato per il Natale
, mentre ora lo si trova praticamente tutto l’anno nelle panetterie locali.
La cottura del Mécoulin avveniva nei forni a legna e la preparazione coinvolgeva tutto il villaggio.
È un lievitato alto e soffice arricchito con uvetta macerata nel rum
.